# Eutrichosoma mirabile
Eutrichosoma mirabile är en stekelart som beskrevs av William Harris Ashmead 1904. Eutrichosoma mirabile ingår i släktet Eutrichosoma och familjen puppglanssteklar. Inga underarter finns listade i Catalogue of Life.